# イソバリン
イソバリン(Isovaline)は、1969年にオーストラリアに落下したマーチソン隕石に含まれていた珍しいアミノ酸である。生物圏でのイソバリンの発見は、アミノ酸の地球外起源の可能性と、地球上の生命のホモキラリティーが生命の起源に果たす役割を示唆した。
イソバリンの構造は、哺乳類の中枢神経系の抑制性神経伝達物質であるγ-アミノ酪酸とグリシンに類似しており、マウスでは末梢のGABAB受容体を活性化することで鎮痛剤として働く。変形性膝関節症のマウスのモデルでは、イソバリンにより運動性が回復し、イソバリンがマウスの膝の滑膜上の痛覚を阻害していることが示唆された。
イソバリンは血液脳関門を通過することがなく、脳や脊髄の中に入ることはない。オピオイド等の薬物は血液脳関門を通過して鎮痛作用をもたらすが、しばしば錯乱、鎮静、嗜癖を引き起こす。イソバリンは、非ステロイド性抗炎症薬が阻害するシクロオキシゲナーゼ系の下流で作用し、胃腸の刺激等の副作用を回避する手段を示唆している。他の一般的な鎮痛剤が持つような副作用なしに、急性または慢性の痛みを治療できる可能性がある。